# 노르웨이의 주

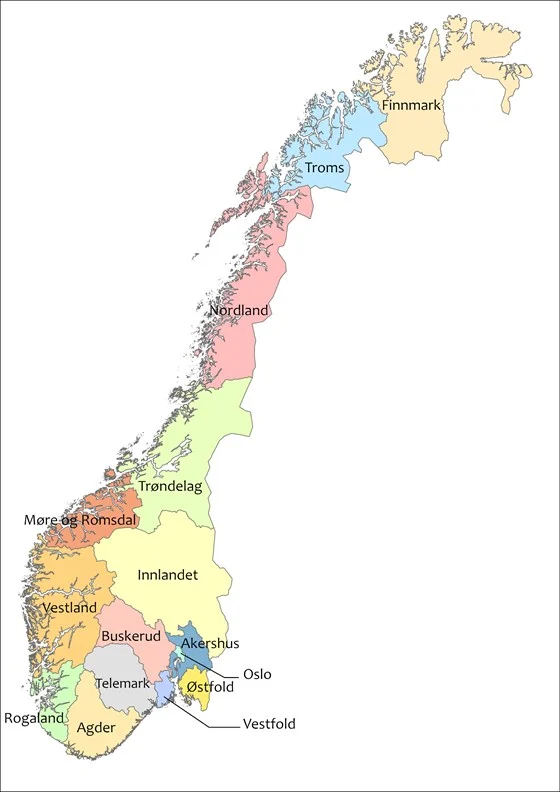
2024년 기준 노르웨이의 주

2020년 이전 노르웨이 주

노르웨이는 1972년 이래로 19개 주(노르웨이어: fylke 퓔케[*])로 이루어져 있었으나, 2017년부터 에르나 솔베르그 내각에서 일부 주를 다른 주와 통폐합하는 행정구역 개편을 추진하였고 이에 따라 2020년 1월 1일부로 기존의 19개 주를 11개로 줄였다.
그러나 이러한 행정구역 개편이 무리하게 이루어진 것이라는 비판 여론이 높아지면서 일각에서는 이를 철회해야 한다는 주장도 제기되었다. 결국 2021년 요나스 가르 스퇴레 내각으로 정권이 교체된 이후, 노르웨이 의회는 2022년 6월 14일 행정구역 개편안을 부분적으로 철회하기로 결의하였으며, 2024년 1월 1일부로 해당 조치가 시행됨에 따라 현재 노르웨이에는 15개의 주가 존재한다.

## 주 목록
각 주들은 총 357개의 하위 지방자치체(노르웨이어: kommune)들로 세분화되며, 수도인 오슬로는 주(fylke)인 동시에 지방차치체이다. 
| 주 이름                            | 주도                        | 면적 (km2) | 인구 (2016년 기준) |
| ---------------------------------- | --------------------------- | ---------- | ------------------ |
| 오슬로 (Oslo)                      | 오슬로 (Oslo)               | 454        | 660,987            |
| 외스트폴주 (Østfold)               | 사릅스보르그 (Sarpsborg)    | 4,180      | 290,412            |
| 아케르스후스주 (Akershus)          | 오슬로 (Oslo)               | 4,917      | 596,704            |
| 인라네주 (Innlandet)               | 하마르 (Hamar)              | 52,072     | 375,000            |
| 부스케루주 (Buskerud)              | 드람멘 (Drammen)            | 14,910     | 278,028            |
| 베스트폴주 (Vestfold)              | 퇸스베르그 (Tønsberg)       | 2,225      | 245,160            |
| 텔레마르크주 (Telemark)            | 시엔 (Skien)                | 15,296     | 172,527            |
| 아그데르주 (Agder)                 | 크리스티안산 (Kristiansand) | 16,434     | 299,000            |
| 로갈란주 (Rogaland)                | 스타방에르 (Stavanger)      | 9,375      | 470,907            |
| 베스틀란주 (Vestland)              | 베르겐 (Leikanger)          | 33,870     | 632,000            |
| 뫼레오그롬스달주 (Møre og Romsdal) | 몰데 (Molde)                | 15,101     | 265,181            |
| 노를란주 (Nordland)                | 보되 (Bodø)                 | 38,482     | 241,948            |
| 트롬스주 (Troms)                   | 트롬쇠 (Tromsø)             | 25,862     | 164,613            |
| 핀마르크주 (Finnmark)              | 바드쇠 (Vadsø)              | 48,631     | 75,886             |
| 트뢰넬라그주 (Trøndelag)           | 스타인셰르 (Steinkjer)      | 41,524     | 450,496            |

## 역사
중세 시기부터 노르웨이의 행정 구역은 굴라팅(Gulating, 노르웨이 북부 지역)과 프로스타팅(Frostating, 트뢰넬라그 지역) 등의 자체적인 입법 기구(thing)를 가진 여러 지역으로 나뉘었으며, 10~13세기경에는 퓔케(fylke)라는 명칭의 행정 구역으로 각 지역을 세분화하였다. 12세기 말경부터는 시셀(syssel)이라는 명칭으로 행정구역이 나뉘었고, 이후 1308년에는 렌(len), 1662년에는 암트(amt)라는 명칭을 거쳐 1919년부터는 다시 퓔케라는 명칭을 사용하기 시작하였다. 
1972년에는 베르겐주가 호르달란주에 통합되면서 폐지되었다.
2017년 에르나 솔베르그 내각은 2020년까지 일부 주를 다른 주와 통폐합하겠다는 행정구역 개편안을 발표하였으며, 구체적인 사항은 다음과 같이 진행되었다.
| 시행일         | 개편 내용                                                                             |
| -------------- | ------------------------------------------------------------------------------------- |
| 2018년 1월 1일 | 쇠르트뢰넬라그주, 노르트뢰넬라그주의 2개 주를 통폐합하여 트뢰넬라그주가 신설되었다.   |
| 2020년 1월 1일 | 외스트폴주, 아케르스후스주, 부스케루주의 3개 주를 통폐합하여 비켄주가 신설되었다.     |
| 2020년 1월 1일 | 헤드마르크주, 오플란주의 2개 주를 통폐합하여 인라네주가 신설되었다.                   |
| 2020년 1월 1일 | 베스트폴주, 텔레마르크주의 2개 주를 통폐합하여 베스트폴오그텔레마르크주가 신설되었다. |
| 2020년 1월 1일 | 에우스트아그데르주, 베스트아그데르주의 2개 주를 통폐합하여 아그데르주가 신설되었다.   |
| 2020년 1월 1일 | 호르달란주, 송노피오라네주의 2개 주를 통폐합하여 베스틀란주가 신설되었다.             |
| 2020년 1월 1일 | 트롬스주와 핀마르크주의 2개 주를 통폐합하여 트롬스오그핀마르크주가 신설되었다.        |

이에 따라 2020년 1월 1일부로 노르웨이의 주는 기존의 19개에서 11개로 줄어들었다.
그러나 이러한 행정구역 개편이 무리하게 단행되었다는 비판 여론이 제기되었으며, 일부 지역 주민들도 이에 반대하는 의사를 표명하였다. 결국 2021년 솔베르그 총리가 퇴임하고 요나스 가르 스퇴레가 새 총리로 취임하면서 정권이 교체된 이후, 노르웨이 의회는 2022년 6월 14일 행정구역 개편안을 부분적으로 철회하기로 결의하였다.
이에 따라 2024년 1월 1일부로 비켄주, 베스트폴오그텔레마르크주, 트롬스오그핀마르크주를 다시 폐지하고 해당 주들의 통폐합 이전 기존 7개 주를 다시 복원시킴으로써 현재 노르웨이의 주는 15개가 되었다.

## 같이 보기
- 노르웨이의 지역